# Římskokatolická farnost Nymburk
Římskokatolická farnost Nymburk je jedno z územních společenství římských katolíků v staroboleslavském vikariátu s farním kostelem sv. Jiljí.

## Dějiny farnosti
Od roku 1257 byla v místě duchovní správa, která zanikla za husitských válek. Další údaje o duchovní správě v místě jsou až z období třicetileté války. Do 31. května 1993 byla součástí nymburského vikariátu a patřila pod litoměřickou diecézi. Starší názvy: Nimburg; Nimburga. Od 1. 7. 1994 farnost patří pod pražskou arcidiecézi.

### Duchovní správcové vedoucí farnost do roku 1993
Začátek působnosti jmenovaného v duchovní správě farnosti od roku:
- 1278  Verianus
- 1351   Conradus
- 1359   Fridericus
- 1371   Martinus
- 1375   Wenceslaus
- 1376   Joannes z Loučně
- 1395   Joannes OFM Conv.
- 1403   Joannes
- Joannes Rubáš, † 1422
- 1422   Udalricus
- 1424   Georgius martyr
- 1623   Joannes Mathias O. Cr.
- 1627   Martinus Carolus Gemicius
- 1629   admin. Anselmus O. Carm.
- 1632   Martinus Ignatius Vodný, O. Praem.
- 1637   Andreas Ridelius
- 1643   Thomas Juricius
- 1646   Jacobus Přemda OESA
- 1649   Mathias Šanotalský
- 1660   Franciscus Michaël Columbus OP
- Henricus Burscher OP
- 1665   Theophilus z Ostropole OP
- 1674   Joachim Braxe
- 1687   Wenceslaus Christophorus Štěpanský
- 1711   Antonius Gotfridus Molinari
- 1743   Thomas Christianus Kulka
- 1769   Thomas  Czehuber
- 1791   Carolus Meidrzicky
- 1805   Januar. Jos. Heinrich, n. 6. 3. 1757 Neobolesl., o. 20. 12. 1783, † 21. 6. 1836
- 1822   admin. Joannes Pažaut
- 1825   admin. Anton. Zych
- 1837   Anton. Zych, n. 21. 1. 1794 Turnov., o. 24. 8. 1820, † 13. 2. 1855
- 1855   Joann. Holub, n. 11. 11. 1813 Zajezdens., o. 11. 11. 1839, † 5. 9. 1871
- 1871   Anton. Husák, n. 21. 8. 1819 Lečic., o. 29. 7. 1845, † 10. 3. 1896
- 1896   Jos. Rejzek, n. 10. 2. 1852 Sovosuky, o. 20. 7. 1880, † 15. 2. 1923
- 1923   Jos. Vítek, n. 23. 12. 1870 Boseň, o. 5. 7. 1896
- 1938   dec. vacat, admin. int. Jos. Kovář
- 1. 10. 1938 Václav Mlejnek, n. 5.9. 1889 Nebužel., o. 14. 7. 1912, † 31. 8. 1975
- 1. 11. 1957 Josef Poul
- 1. 8. 1966 Václav Hlouch
- 4. 11.  1983 Václav Dvořák SDB
- 1. 6.  1991 Pavel Zach[1]

## Kostely farnosti

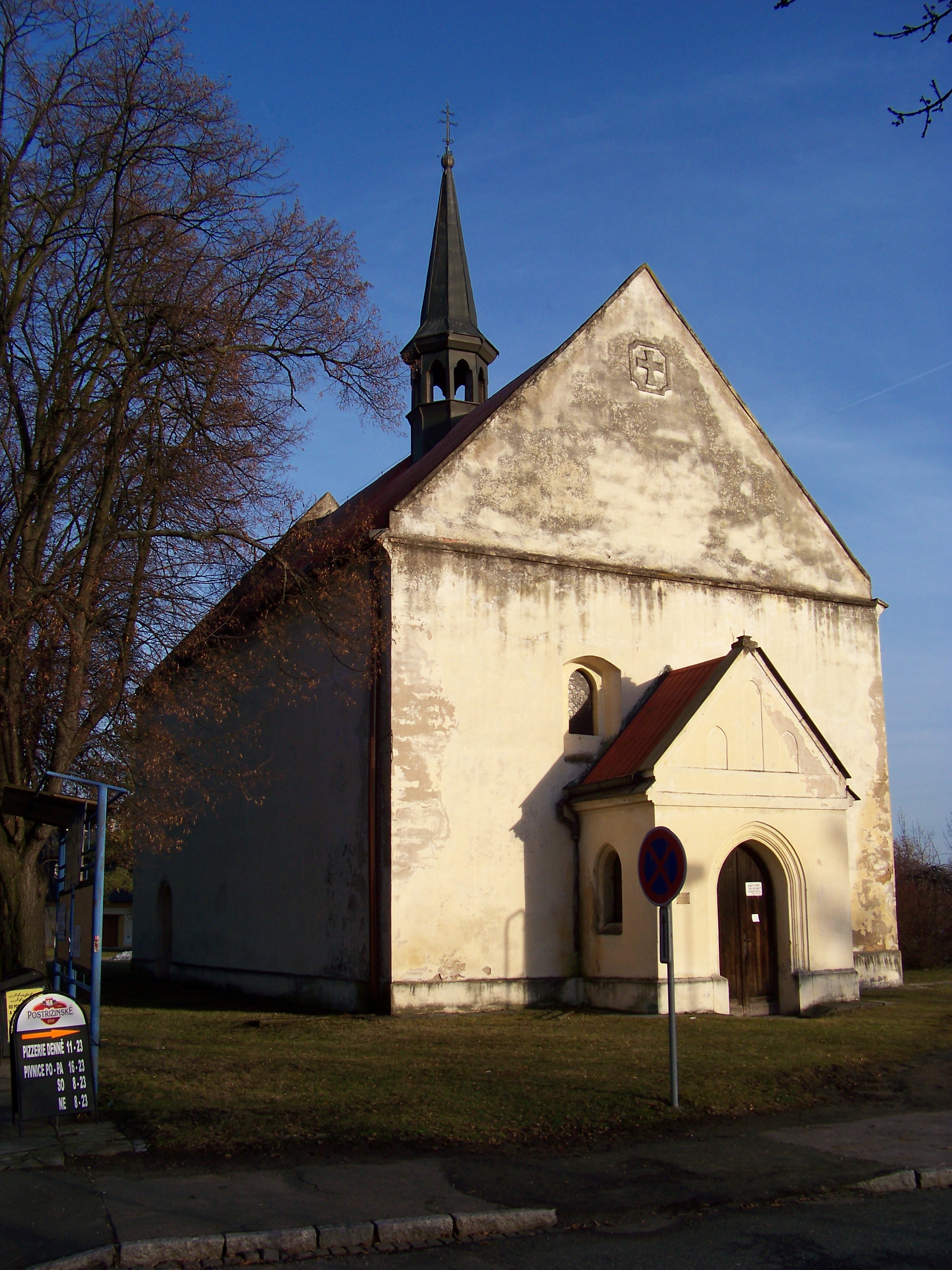
Kostel sv. Jiří v Nymburce.

| Kostel              | Místo      | Bohoslužba |
| ------------------- | ---------- | --- |
| sv. Petra v okovech | Velenka    | |
| sv. Vavřince        | Chleby     | ne 14.00 pouze 2. a 4. neděle v měsíci                                                                         |
| sv. Jiljí           | Nymburk    | po 08.00, so 08.30, ne 09.30 čt 18.00 jen v lichém týdnu st pá 18.00                                           |
| sv. Jiří            | Nymburk    | |
| sv. Prokopa         | Budiměřice | so 10.00 pouze 2. sobota v měsíci                                                                              |
| sv. Apolináře       | Sadská     | ne 11.15 čt 17.00 pouze v sudém týdnu v období zimního času čt 18.00 pouze v sudém týdnu v období letního času |
| sv. Václava         | Veleliby   | so 09.00 pouze 2. sobotu v měsíci                                                                              |
| Panny Marie         | Krchleby   | |
| sv. Jana Křtitele   | Všejany    | ne 08.00 |
| sv. Václava         | Čachovice  | |
| sv. Petra a Pavla   | Struhy     | ne 14.00 pouze 1. neděle v měsíci                                                                              |

## Osoby ve farnosti
Mgr. Peter Kováč, administrátor

Mgr. Jaroslav Václav Pekárek, jáhenská služba